# Silbach
Silbach ist ein Stadtteil von Winterberg im Hochsauerlandkreis, Nordrhein-Westfalen (Deutschland).
Die Ortschaft, eine alte historische Bergfreiheit, hat rund 700 Einwohner.

## Geographische Lage
Silbach befindet sich im Nordteil des Rothaargebirges etwa 5 km nordwestlich der Kernstadt von Winterberg und etwa 2,5 km südlich von Siedlinghausen (weiterer Stadtteil Winterbergs). Es breitet sich im Naturpark Sauerland-Rothaargebirge in der Nähe von dessen Nordgrenze aus.
Das Dorf liegt an der Mündung des Strülleken in den Bach Namenlose (südöstlicher Zufluss der Neger) auf etwa 620 (im Norden) bis 660 m ü. NHN (im Süden) zwischen diesen Bergen: Silberberg (745,5 m), Nordhelle (792,2 m) und Kuhlenberg (743,5 m) in östlichen Richtungen sowie Steinberg (728,7 m) und Hillekopf (717,4 m) in westlichen Richtungen.
Durch das Dorf verläuft die Landesstraße 740, die Winterberg (Südosten) zum Beispiel durch Silbach und das nördlich benachbarte Siedlinghausen mit Meschede (im Nordwesten) verbindet.

## Geschichte

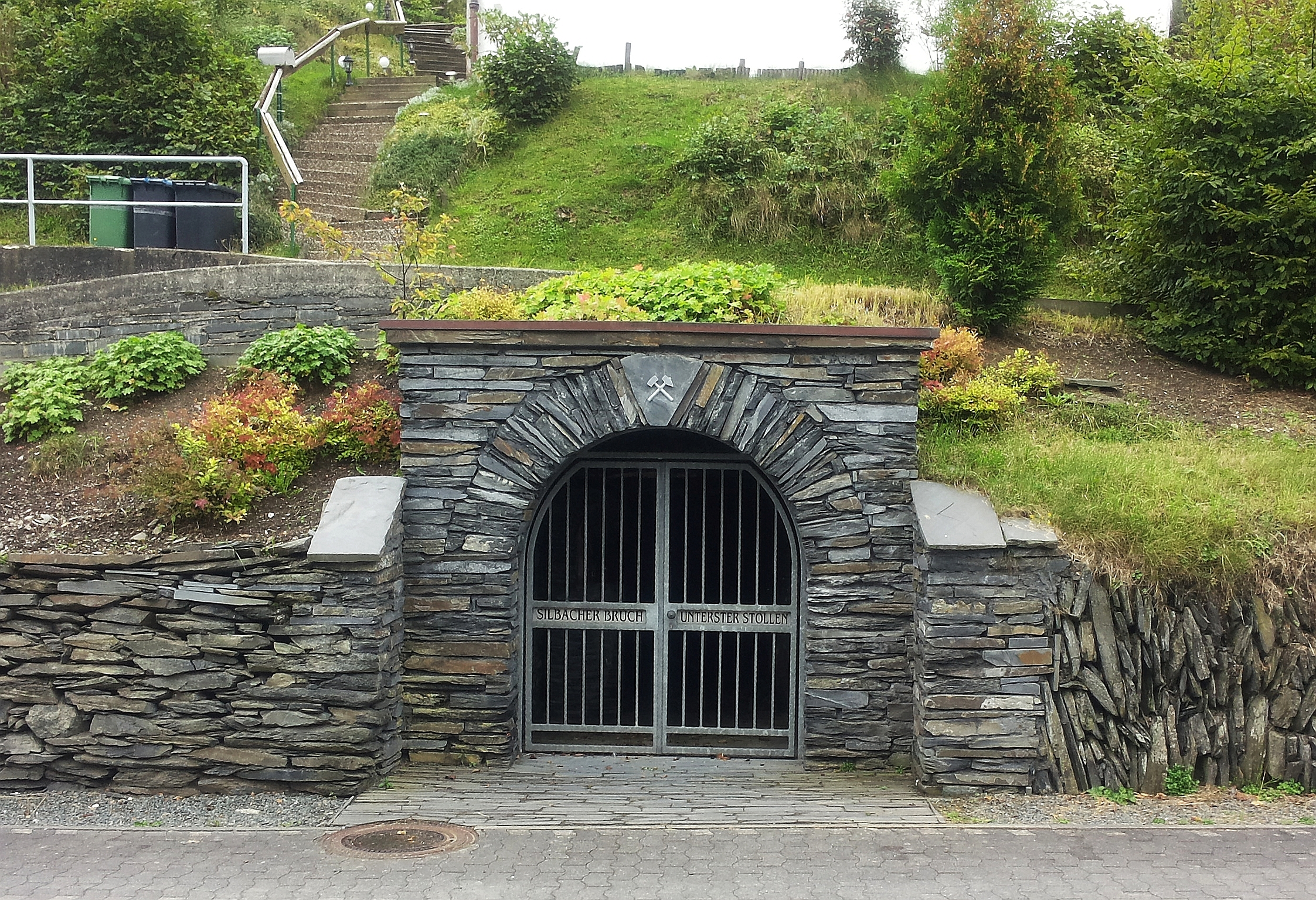
Unterster Stollen In Silbach

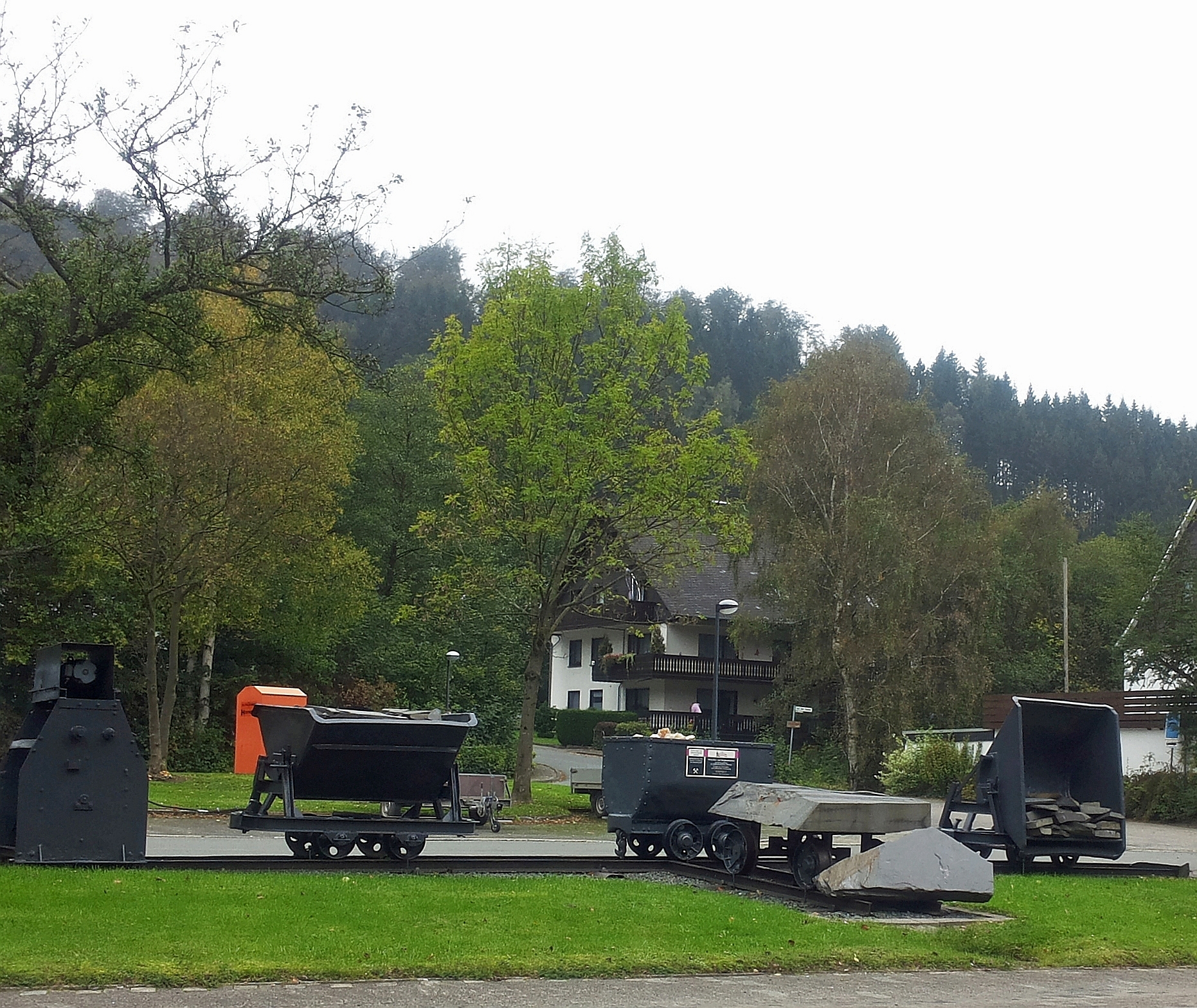
Loren gegenüber dem Untersten Stollen an der L 740

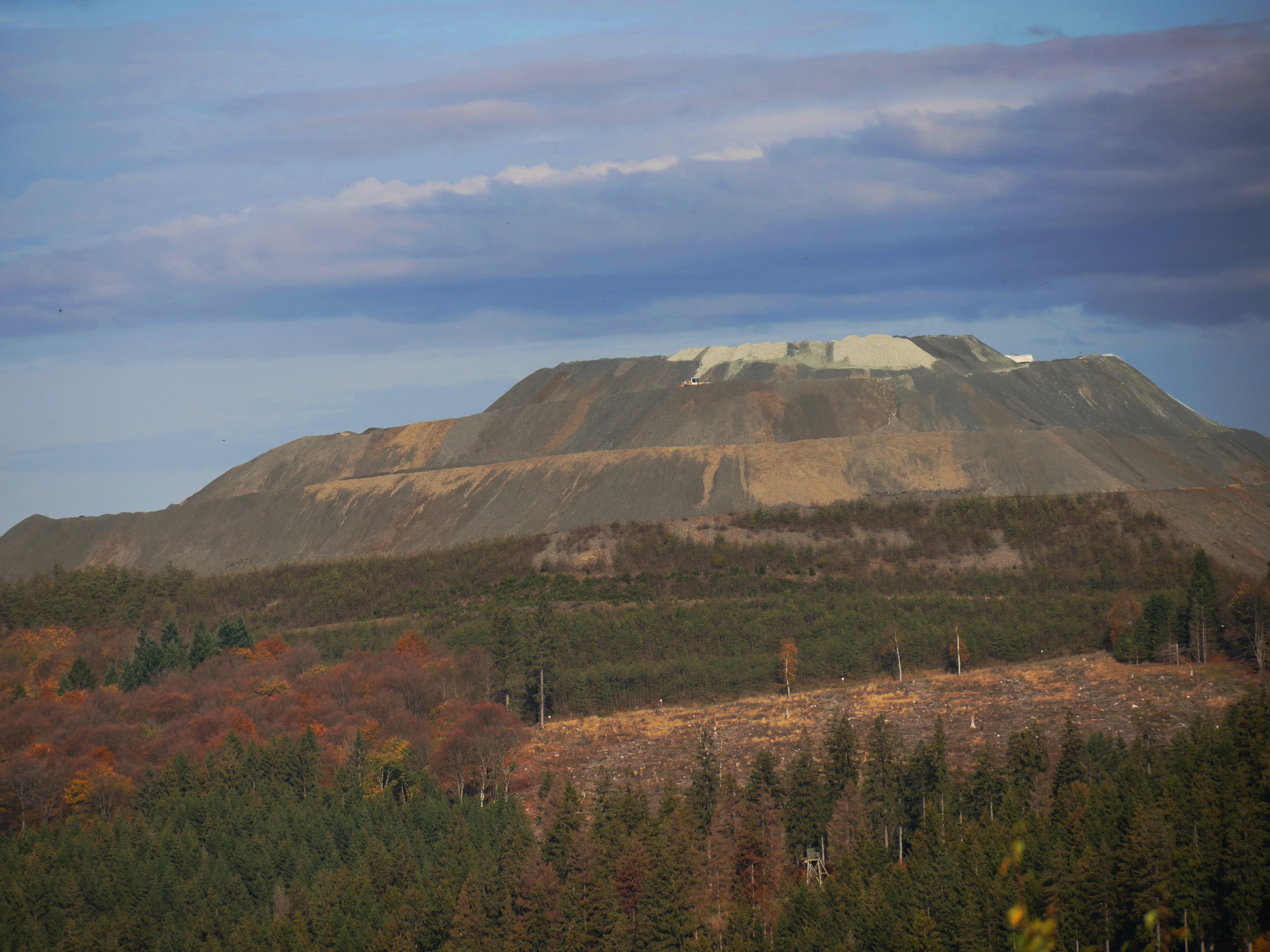
Abraumhalde am Kuhlenberg über Winterberg-Silbach

### Anfänge des Dorfes
Silbach ist eines der ältesten Dörfer im Stadtgebiet Winterberg. Im Jahre 1281 wird ein Ort namens „Silbike“ als Streusiedlung in den Arnsberger Registern erstmals urkundlich erwähnt – damit ist Silbach gemeint. Zu dieser Zeit bestand das Dorf aus drei Bauernhöfen: Lütteken, Haus Permesters in Obersilbach; Rodeck im Fuchshol; Birkenhauer, Haus Behrens in Untersilbach. Die Bewohner Silbachs waren aber nicht allein Bauern, vornehmlich Viehzüchter, sondern auch schon Berg- und Hüttenleute.

### Beginn des Bergbaus in Silbach und Erhebung zur Bergfreiheit
In den folgenden Jahrhunderten wuchs das Dorf durch Zuzug von Menschen aus den umliegenden kleinen Dörfern rund um Silbach, die heute nicht mehr existieren und als Wüstungen bezeichnet werden. Von jeher hat der Bergbau für Silbach eine ganz besondere Rolle gespielt. Bereits um 1159 entdeckte man am Silberberg Silberadern. Um den Bergbau in Silbach zu fördern, wurde Silbach im Jahre 1559 zur Bergfreiheit erhoben. Dadurch genossen die Silbacher Vorrechte gegenüber den Bewohnern der umliegenden Ortschaften: Sie mussten keine Kopfsteuer zahlen, waren frei von Hand- und Spanndiensten sowie vom Kriegsdienst, Silbach hatte Markt- und Wappenrecht, in Silbach wurde ab 1559 auch Gericht gehalten.
Zunächst blühte der Silbacher Bergbau durch die Entdeckung von Silberadern auf. Durch den Mangel an heimischen Arbeitskräften kamen Bergleute aus Clausthal-Zellerfeld (Harz) nach Silbach. Um die Mitte des 17. Jahrhunderts wurde der Abbau aufgrund Wasserandrangs in den Gruben zunächst eingestellt. Die Silbacher wandten sich einem anderen Gewerbe zu, der Eisenverarbeitung, schmiedeten Nägel.
Im 19. Jahrhundert erlebte der Bergbau in Silbach noch einmal einen Aufschwung: Die Bergknappen schürften nach Silber, Blei, Eisenerz und Schiefer. Aber nicht nur in Silbach waren die Silbacher Bergleute tätig, auch in den Gruben in Ramsbeck schürften sie nach Erz. Außer dem Bergmann gab es im 19. Jahrhundert aber auch andere Berufe in Silbach: Handelsleute, Köhler, Bauern, Nagelschmiede, später kamen mit dem Aufschwung des Tourismus im Hochsauerland Hoteliers und Pensionswirte hinzu.
1950 wurde der letzte Schieferstollen im Fuchshol geschlossen. Ein alter Grubenkompressor im Unterdorf und eine Lore im Dorfpark erinnern heute an die Zeit, als in Silbach noch Schiefer abgebaut wurde.
Seit 1923 wird in den Silbacher Grünsteinwerken Diabas gewonnen. Der Steinbruch befindet sich oberhalb der Hauptstraße in Höhe des Haltepunkts.

### Geschichte der Pfarrei und der katholischen Pfarrkirche
Die Bewohner Silbachs strebten im 18. Jahrhundert die Unabhängigkeit von der Pfarrei Grönebach an. Seit 1645 hatte Silbach eine Kapelle, das alte „Haus Seibeln“, aber keinen eigenen Priester. Die Toten mussten in Grönebach beerdigt werden, bei Wind und Wetter gingen die Silbacher mit dem Sarg über den alten Kirchweg nach Grönebach. 1712 bekam die Bergfreiheit nach anfänglichem Protest des Grönebacher Pastors doch einen eigenen Seelsorger. Im Jahr 1772 erfolgte die Abpfarrung Silbachs von Grönebach.
Am 1. August 1803 wurde Silbach von einer Feuersbrunst heimgesucht. Nur sechs Wohnhäuser blieben stehen, darunter das im Jahr 1728 errichtete Haus Behrens im Unterdorf an der Hauptstraße, das älteste Gebäude Silbachs, das heute noch existiert. Die Kapelle hingegen brannte ab. Deshalb bauten sich die Silbacher von 1809 bis 1812 ein neues Gotteshaus, das auch heute noch steht, die katholische Pfarrkirche St. Luzia und St. Willibrord in der Dorfmitte. 1964 erfolgten ein großer Anbau und der Bau eines Kirchturms.
Zwei Glocken aus dem Kloster Grafschaft, die 1812 in den Turm mit Zwiebelhaube aufgenommen wurden und im Zweiten Weltkrieg eingeschmolzen werden sollten, holte man nach Kriegsende aus Lünen wieder nach Silbach. Noch heute läuten diese Glocken, die aus dem Jahr 1625 stammen, zum Gottesdienst. Die Silbacher Pfarrkirche hat heute noch zwei weitere Glocken, insgesamt also vier.

### Geschichte der Silbacher Schulen
Bereits 1782 wurde der erste weltliche Lehrer in Silbach tätig, der die Kinder in unterschiedlichen Häusern des Dorfes unterrichtete. Silbach erhielt 1861 sein erstes eigenes Schulhaus. Dieses erste Schulhaus erwies sich schließlich als zu klein; 1904 entstand im Fuchshol das zweite Schulhaus. Das dritte Schulhaus wurde 1958 an der Burg errichtet. Heute gehen die Silbacher Schulkinder in die Grundschule nach Siedlinghausen. Im dritten Schulgebäude an der Burg befinden sich heute Wohnungen.

### Anbindung Silbachs an das Verkehrsnetz

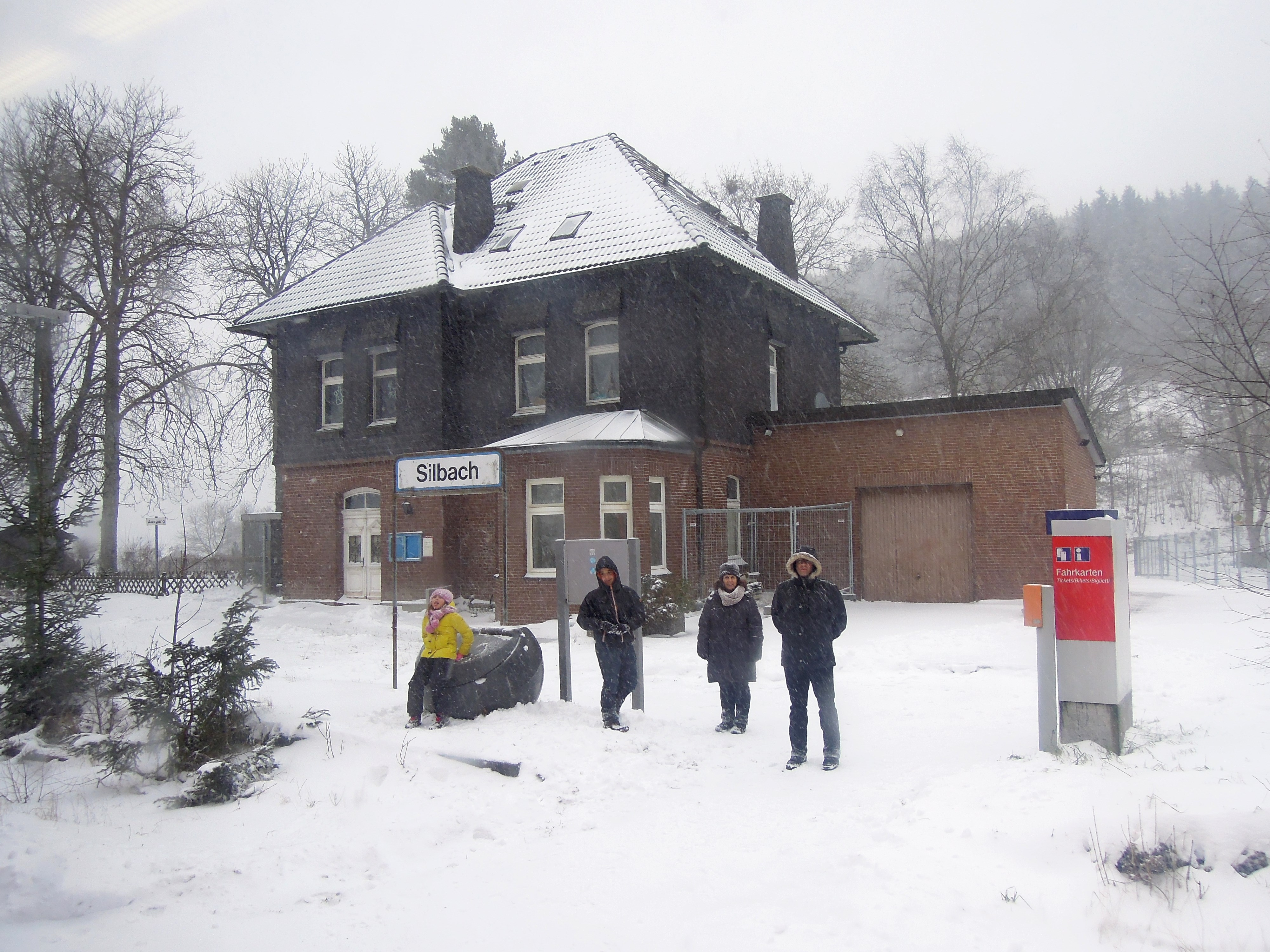
Haltepunkt Silbach im Winter

Die Straße von Steinhelle über Siedlinghausen und Silbach nach Winterberg wurde 1863 fertiggestellt. Im selben Jahr fuhr der erste Postwagen von Olsberg über Silbach nach Winterberg, in Silbach wurde eine Posthilfsstelle in Jürgens Haus eingerichtet. 1906 fuhr erstmals die Eisenbahn durch das Tal von Neger und Namenlose. Am Haltepunkt Silbach liegt ein Ausweichgleis, das jedoch stillgelegt ist. Die Gleisinfrastruktur ist noch in einem relativ guten Zustand, obwohl die Stahlschwellen, die ab Bigge bis Winterberg vorhanden sind, aus dem Jahr 1933 und die Gleisstränge aus dem Jahr 1955 stammen.

### Silbach im Ersten und Zweiten Weltkrieg
Im Ersten Weltkrieg litt die Silbacher Bevölkerung Hunger und Not. Es fielen 20 Soldaten aus dem Dorf. 1921 wurde ein Kriegerdenkmal in der Ortsmitte errichtet.
Im Zweiten Weltkrieg starben 84 Silbacher Soldaten und Zivilisten (einschließlich der gefallenen Angehörigen der vertriebenen Familien aus den deutschen Ostgebieten, die seit 1945 ins Dorf kamen). 1953 wurde ein neues Ehrenmal am Friedhof errichtet. Das erste Denkmal wurde abgerissen, die Gedenktafel befindet sich heute in der 1924 errichteten Kreuzwegkapelle. 1999 wurde an der Straße am Friedhof ein neues Ehrenmal errichtet.
Am 22. September 1944 wurde bei einem Luftangriff ein Haus im Dorf von zwei Bomben getroffen und zwei weitere leicht beschädigt. Im November verlegte die Wehrmacht eine Einheit zum Schlagen von Tankholz zur Holzvergasung ins Dorf. Wegen Treibstoffmangels wurde damals ein Teil der Wehrmachts-Fahrzeuge mittels Holzvergasung angetrieben. Gegen Ende 1944 lebten im Dorf 980 Einwohner, davon waren 288 Evakuierte aus dem Ruhrgebiet. Ab März 1945 wurde der Ort zum Kampfgebiet u. a. lagen Funkwagen der Wehrmacht im Dorf. Am 1. April wurde der Ort von US-Truppen mit Granaten beschossen. Mehrere Gebäude wurden getroffen. Die Einwohner suchten in Stollen am Fuchshol, in der Nordhelle und an der Burg Schutz, einige auch in durch Abstützungen verstärkten Kellern. Durch Granatsplitter wurden am 2. April zwei Einwohner getötet. In der Nacht zum 4. April rückten US-Soldaten ins Dorf. Dabei kam es zu Häuserkämpfen. Einige in die Stollen geflüchtete Soldaten wurden gefangen genommen. Bis zum Morgen des 6. April mussten die Einwohner in den Stollen bleiben. Ein Teil der Häuser war bis Mitte April durch US-Soldaten belegt. In Silbach war der Volkssturm zwar aufgerufen worden, aber nicht mehr zum Einsatz gekommen. Auf dem Dorffriedhof wurden vier gefallene Soldaten und ums Dorf drei weitere begraben. Einige Häuser waren durch die Kämpfe beschädigt. Im Dorf lagen noch jahrelang drei zerstörte deutsche Sturmgeschütze und fünf Panzerspähwagen. Ein Lager der Firma Heinemann aus Neuß im Dorf wurde von Einwohnern geplündert oder vom US-Ortskommandanten an Bedürftige verteilt. In der Folgezeit kam es zu Überfällen von ehemaligen Ostarbeitern.

### Silbach nach 1945
Die alte Hauptstraße konnte im Laufe der Zeit den immer stärker werdenden Verkehr nicht mehr fassen. Deshalb wurde von 1964 bis 1965 die Straße verbreitert und die Hauptkreuzung in der Ortsmitte neu gestaltet. Einige alte Häuser mussten abgerissen werden. Anschließend wurden auch die Nebenstraßen neu gestaltet. Ebenso wurde eine Flurbereinigung durchgeführt. 1967 wurden die alten Spalthäuser, Relikte aus der Silbacher Bergbauzeit, abgerissen. Es entstand dort ein Parkplatz. An gleicher Stelle wurden auch eine Informationstafel mit Bildern und der alte Grubenkompressor aufgestellt.
Nach 1945 kamen unter den Ostvertriebenen 100 bis 120 evangelische Christen nach Silbach, die ihre Gottesdienste zunächst in der alten Schule im Fuchshol abhielten. Unter Pfarrer Hanschmann aus Siedlinghausen wurde am Silberberg für sie eine Kirche erbaut und am 28. März 1965 durch Präses Ernst Wilm, Bielefeld, eingeweiht. Mittlerweile wurde sie profaniert.
Beim Bundeswettbewerb „Unser Dorf soll schöner werden“ gewann Silbach 1973 die Goldmedaille. Im Rahmen der kommunalen Neugliederung verlor Silbach am 1. Januar 1975 seine Selbständigkeit und wurde ein Stadtteil der Stadt Winterberg.
An Fronleichnam 1975 stürzte ein US-amerikanisches Aufklärungsflugzeug vom Typ U2 in den Wäldern oberhalb von Silbach ab. Eine Gedenktafel erinnert heute an den Absturz. Der Pilot rettete sich mit dem Schleudersitz und landete unverletzt beim Teerwerk zwischen Winterberg und Silbach.
2006 beging Silbach sein 725-jähriges Jubiläum mit einem Dorfgemeinschaftsfest in der Dorfhalle.
2009 wurde das 450-jährige Jubiläum der Erhebung Silbachs zur Bergfreiheit mit einem historischen Markttreiben gefeiert, das von insgesamt zirka 7.000 Gästen besucht wurde.

## Politik
Silbach gehört zu den wenigen Ortschaften im Sauerland, in denen die Kommunalwahl regelmäßig von der SPD gewonnen wird. Im Rat der Stadt Winterberg ist das Dorf derzeit mit drei Ratsherren (zwei von der SPD und einer von der CDU) vertreten. Bei Landtags-, Bundestags- und Europawahlen holt demgegenüber in der Regel die CDU die meisten Stimmen.
Ortsvorsteher ist derzeit André Kruse (SPD).

### Wappen
|  | Blasonierung: In Gold auf rotem Dreiberg, in dem sich ein schwarzes, golden eingefasstes Stollenmundloch befindet, ein roter Förderhaspel mit anhängendem roten Förderkorb. | Beschreibung: Das Wappen deutet auf die Vergangenheit des Ortes als Bergfreiheit hin, in der seit der Mitte des 16. Jahrhunderts silberhaltiges Bleierz gefördert wurde. Das Wappen war in der Silbacher Kapelle mit der Jahreszahl 1700 angebracht. Die amtliche Genehmigung erfolgte am 21. März 1939. |

## Wirtschaft
In den Hotels und Pensionen des Dorfes machen Wandertouristen und Wintersportler Urlaub. Der Europäische Fernwanderweg E1 durchquert den Ort. Im Winter wird Silbach von einem ausgedehnten Loipennetz umschlossen. Früher herrschten an den zwei Skiliften (Ankerlift „In der Schlucht“ für Fortgeschrittene und „Auf der Ennert“ für Anfänger) bei ausreichender Schneelage gute Ski-Bedingungen. Vor einigen Jahren hat man beide Anlagen stillgelegt. Am südöstlichen Dorfrand liegt der Steinbruch Silbach.

## Sehenswürdigkeiten
- Mehrgenerationen-Dorfpark mit historischer Nagelschmiede[9] sowie altem Mühlstein mit Informationstafel am Standort der ehemaligen Silbacher Mühle
- Statue des Heiligen Johannes Nepomuk in der Ortsmitte am Ufer der Namenlose, die ein Mönch aus dem Kloster Grafschaft im Jahr 1777 in Silbach errichtet hat
- Schiefer-Stollen „Silbacher Bruch“ im Unterdorf mit Loren, Grubenkompressor und Informationstafeln zur Geschichte des Bergbaus in Silbach
- Katholische Pfarrkirche St. Luzia und Willibrord aus dem Jahr 1812
- Silbacher Kreuzweg aus dem Jahr 1874 mit Darstellungen der Passion Jesu Christi auf eisernen Reliefplatten in Sandsteingehäusen im Stil der Neugotik und Kreuzwegkapelle aus dem Jahr 1924[10]

## Verkehr
Die Landesstraße L 740 verbindet Silbach mit Siedlinghausen im Norden und Winterberg im Süden.
Silbach hat einen Haltepunkt im Oberdorf an der Bahnstrecke Nuttlar–Frankenberg, der vom Dortmund-Sauerland-Express bedient wird. In der Woche fährt dieser alle zwei Stunden, am Wochenende und an Feiertagen jede Stunde.
| Linie | Verlauf | Takt                                                                            |
| ----- | --- | ------------------------------------------------------------------------------- |
| RE 57 | Dortmund-Sauerland-Express: Dortmund Hbf – Dortmund-Hörde – Fröndenberg – Wickede (Ruhr) – Neheim-Hüsten – Arnsberg (Westf) – Oeventrop – Freienohl – Meschede – Bestwig – Bigge – Siedlinghausen – Silbach – Winterberg (Westf) Stand: Fahrplanwechsel Dezember 2024 | 120 min (wochentags) 60 min (Wochenenden/Feiertage/Juni – September wochentags) |

Da man im Sommer im Raum Winterberg sehr gut Mountainbiken kann, fährt gelegentlich ein extra Fahrradwagen mit.

## Veranstaltungen
Jedes Jahr findet am 1. Mai zur Erinnerung an die Bergbautradition das Stollenfest gegenüber der ehemaligen Grube „Silbacher Bruch“ im Unterdorf statt. Regelmäßige Schützenfeste gibt es an jedem letzten Wochenende im Juni. Weitere regelmäßige Veranstaltungen sind die Karnevalssitzungen der Katholischen Frauengemeinschaft und des Spiel- und Sportvereins, das Feuerwehrfest der Löschgruppe Silbach, das Waldfest der Schützenbruderschaft im August und das Showtanzturnier des Spiel- und Sportvereins, das seit 1997 im November ausgerichtet wird und zu den größten Tanzturnieren im Hochsauerland zählt.

## Kultur und Vereine

### Musik
- Big Band „Luck up“
- Musikverein „Glück auf“
- Gemischter Chor Silbach

### Sport
- Spiel- und Sportverein (SuS) „Blau-Weiß“
- Tennisverein
- Skiclub

### Tradition / Brauchtum / Heimatpflege
- St. Hubertus Schützenbruderschaft 1889 Silbach e. V. mit Jungschützenabteilung
- Verkehrs- und Heimatverein
- Förderverein Bergfreiheit Silbach e. V.
- Interessengemeinschaft Verkehrsberuhigung Silbach
- SGV Abteilung Silbach
- Freiwillige Feuerwehr Löschgruppe Silbach
- Katholische Frauengemeinschaft
- KAB
- Kolpingsfamilie

## Persönlichkeiten

### Persönlichkeiten, die vor Ort gewirkt haben
- Hans-Georg Klemm (* 1965), deutscher Autor von Sachbüchern, u. a. über die Komponisten Ludwig van Beethoven, Richard Wagner und Johannes Brahms, lebt in Silbach und ist als Gymnasiallehrer in Winterberg tätig.
- Cheyenne Rosenthal (* 2000), deutsche Rennrodlerin und mehrfache Weltmeisterin, ist in Silbach aufgewachsen und lebt auch heute noch in der Bergfreiheit.
- Alois Schnorbus (* 1952), ehemaliger deutscher Bobpilot, lebt seit dem Ende seiner aktiven sportlichen Laufbahn in Silbach.